# Iàblotxni (Rostov)
|  | Per a altres significats, vegeu «Iàblotxni». |

Iàblotxni (en rus: Яблочный) és un poble (un khútor) de l'óblast de Rostov, a Rússia, que en el cens del 2010 tenia 47 habitants, pertany al districte de Dubóvskoie.